# 卡查波阿爾河

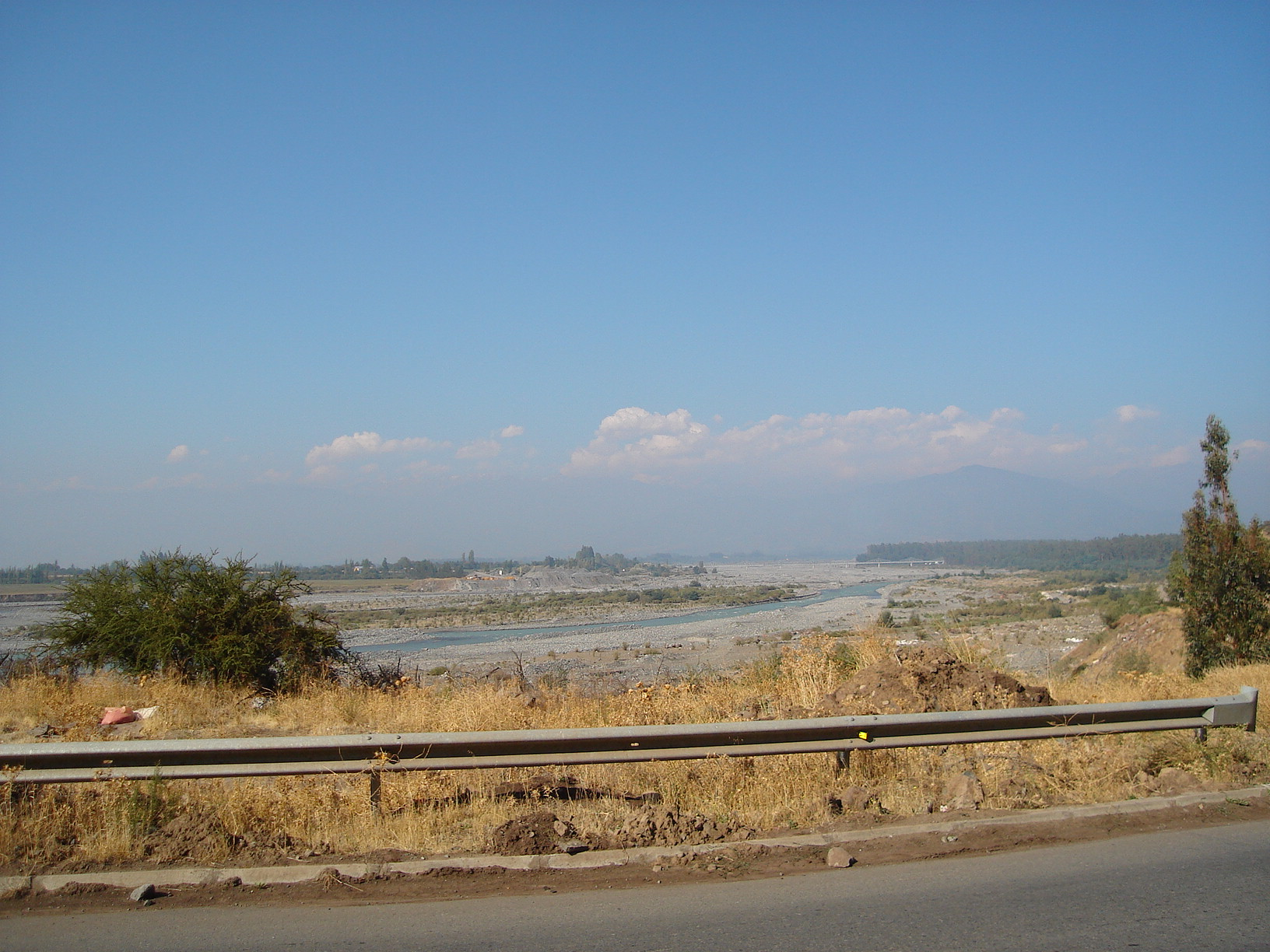
卡查波阿爾河

卡查波阿爾河（西班牙語：Río Cachapoal）是智利的河流，位於該國中部，由奧伊金斯將軍解放者大區負責管轄，河道全長250公里，流域面積6,370平方公里，平均流量每秒92立方米。

## 外部連結
- Cuenca del río Rapel

34°16′29″S 71°26′05″W / 34.27472°S 71.43472°W